# Рибне (Пологівський район)
Ри́бне — село в Україні, у Гуляйпільській міській громаді Пологівського району Запорізької області. Населення становить 34 осіб. До 2017 орган місцевого самоврядування — Успенівська сільська рада.

## Географія
Село Рибне знаходиться на лівому березі річки Янчур, вище за течією на відстані 2 км розташоване село Успенівка, нижче за течією на відстані 1 км розташоване село Злагода (Синельниківський район), на протилежному березі — село Красногірське.

## Історія
12 червня 2020 року, відповідно до розпорядження Кабінету Міністрів України № 713-р «Про визначення адміністративних центрів та затвердження територій територіальних громад Запорізької області», увійшло до складу Гуляйпільської міської громади.
19 липня 2020 року, у результаті адміністративно-територіальної реформи та ліквідації Гуляйпільського району, село увійшло до складу Пологівського району.

## Населення
Згідно з переписом УРСР 1989 року чисельність наявного населення села становила 38 осіб, з яких 18 чоловіків та 20 жінок.
За переписом населення України 2001 року в селі мешкали 34 особи.

### Мова
Розподіл населення за рідною мовою за даними перепису 2001 року:
| Мова       | Відсоток |
| ---------- | -------- |
| українська | 94,12 %  |
| російська  | 5,88 %   |